# Agonista adrenérgico beta-2
Agonistas adrenérgicos beta 2 são uma classe de fármacos que atuam no receptor adrenérgico beta 2, provocando o relaxamento do músculo liso, o que leva à dilatação dos brônquios, vasodilatação do músculo liso vascular das artérias coronárias e do fígado, relaxamento do útero e libertação de insulina. São usados principalmente no tratamento de asma, DPOC e outras doenças pulmonares.
Pode causar tremores, hiperglicemia e taquicardia, especialmente nas primeiras vezes ou em altas doses.

## Exemplos
- Salbutamol/Albuterol
- Fenoterol
- Isoproterenol (β1 e β2)
- Salmeterol
- Terbutalina
- Clenbuterol
- Vilanterol
- Formoterol
- Indacaterol
- Metaproterenol
- Olodaterol